# Ferrari 288 GTO
El Ferrari 288 GTO és un automòbil esportiu produït pel fabricant italià d'automòbils Ferrari. Presentat al Saló de l'Automòbil de Ginebra el 1984. Fabricat entre 1984 i 1986.
Aquest model ha estat el primer d'una línia de superesportius de Ferrari, després continuada pels Ferrari F40, Ferrari F50 i Ferrari Enzo. A diferència dels seus predecessors, el 288 GTO equipava aire condicionat i sistema de so. El 288 GTO va ser nomenat el segon millor automòbil de la dècada de 1980 per la revista americana Sports Car International, per darrere del seu rival alemany el Porsche 959.

## Història
La seva aparició va tenir com a objectiu real aconseguir l'homologació de la FISA per poder competir en el famós grup B del Rally mundial. D'aquí la denominació GTO, que significa "Gran Turisme Omologato".Però la realitat és que el 288 GTO mai va tenir l'oportunitat de competir en el Grup B. La categoria esmentada va ser suspesa pels terribles accidents que van posar fi a la vida de pilots de renom. Aquells actuacions tenien prestacions espectacularment competitives aplicades a camins oberts en terrenys sempre canviants i molt més perillosos que les condicions d'estables i controlades d'un autòdrom.Entre 1984 i 1986 es van produir 272 unitats del model 288 GTO, sabent que no competiria, però amb l'objectiu de fer front al seu més imponent rival alemany, el Porsche 959, que només va córrer 2 carreres pel Grup B.

## Motor
El GTO es basa en el motor central, tracció posterior 308 GTB (que té un motor 3.0 litres V8). El "288" es refereix a 2,8 el GTO de litres del motor V8 amb dos turbocompressors IHI, intercoolers, i injecció de combustible Weber-Marelli. La capacitat de 2855 cc va ser dictat pel requisit de la FIA per la capacitat d'un motor turboalimentat de ser multiplicat per 1.4. Això li va donar al GTO una cilindrada de 3.997 cc teòric, just per sota del límit del Grup B de 4,0 litres.
A diferència dels 308 de 2926 cc, 2855 cc del GTO va ser muntat longitudinalment, amb els 308 de maleter del darrere. Això era necessari per donar cabuda als dos turbocompressors i intercoolers. La transmissió de les curses va ser muntat a la part posterior del motor longitudinal, movent el diferencial del darrere i les rodes cap enrere. Com a resultat, la distància entre eixos de 110 mm (4,3 polzades) més, a 2.450 mm (96 polzades). La pista es va ampliar també per donar cabuda a les rodes més amples i pneumàtics (llantes Goodyear NCT 225/50VR16 muntat en 8 x 16 "llantes Speedline a la part davantera i 255/50VR16 muntat en 10 x 16" rodes a la part posterior) que prestin major en les corbes i la frenada rendiment i la capacitat d'aplicar 400 CV (298 kW) i 366 lliures peus (496 N · m) de parell motor a la terra. El GTO va ser un artista impressionant, amb 0-60 vegades km / ha la part alta del rang de 4 segons. Ferrari afirma 0-125 mph (201 km / h) en 15 segons. La velocitat màxima va ser de 189 mph (304 kmh), el que és el primer cotxe de producció legal als carrers per arribar als 300 km / h (186 mph).

## GTO Evoluzione

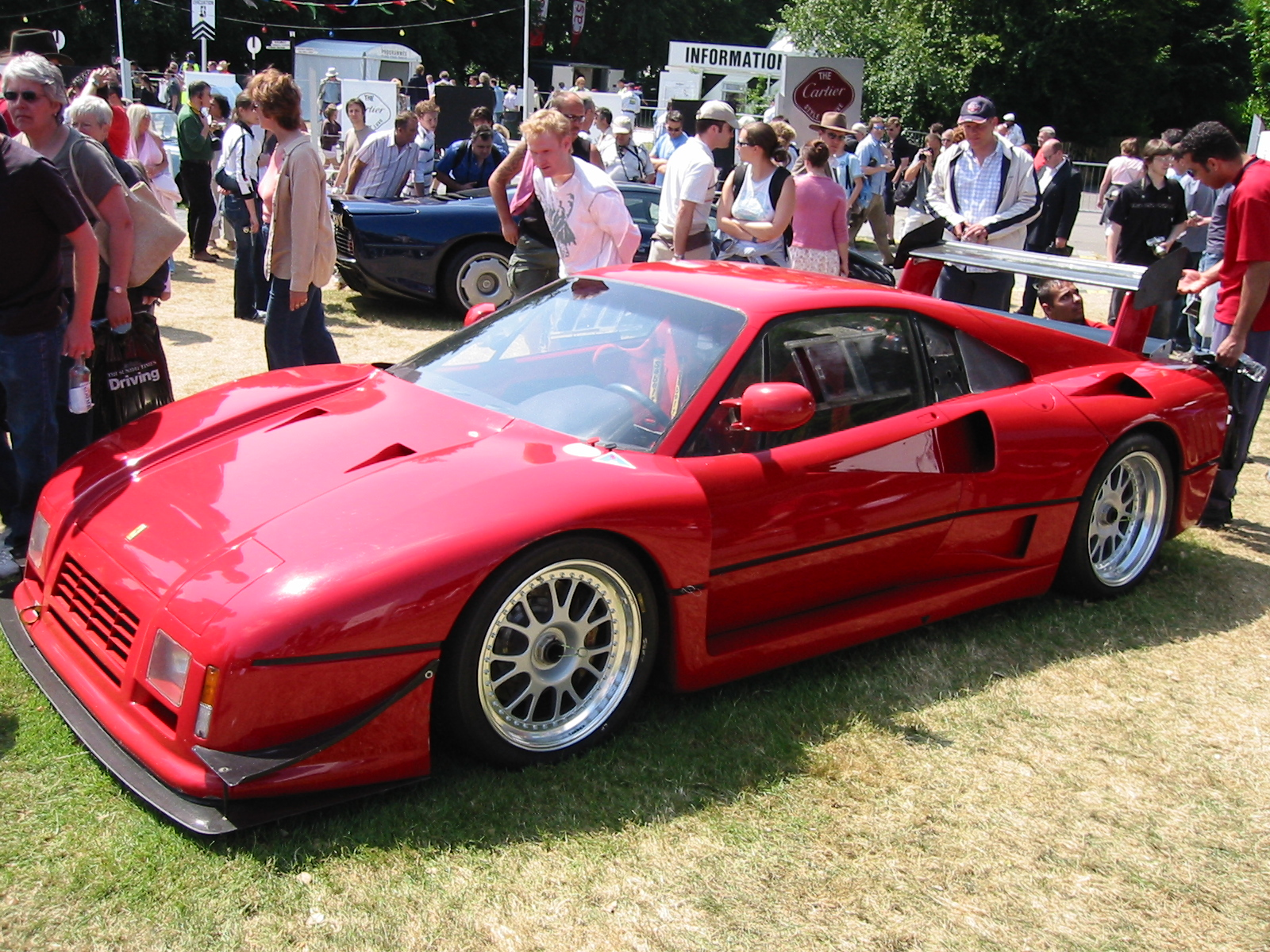
1987 Ferrari 288 GTO Evoluzione

Ferrari construir 6 unitats del 288 GTO Evoluzione, aquesta versió tenia un augment de potència, i la seva carrosseria de la mateixa manera que la del 288 GTO va ser dissenyada per Pininfarina, amb una aerodinàmica més agressiva i construïda amb fibra de vidre i kevlar. Té un pes més lleuger que el de l'288 GTO (940 kg) i té transmissió manual de 5 velocitats i està equipat amb un motor V8 de 650 CV de potència màxima, el GTO Evoluzione pot arribar als 370 km / h de velocitat màxima. Aquests cotxes formen la relació visual més clara entre el 288 GTO i el F40, aviat a seguir el 288 GTO.

## Fitxa Tècnica
| Fitxa Tècnica              | Ferrari 288 GTO                       |
| -------------------------- | ------------------------------------- |
| Motor                      | Central, Tipus F114B V8               |
| Cilindrada                 | 2.855 cm3                             |
| Vàlvules                   | Text de cel·la                        |
| njecció de combustible     | Weber-Marelli                         |
| Frens                      | discs ventilats                       |
| Tracció                    | Darrera                               |
| Caixa de canvis            | Manual de cinc marxes                 |
| Suspensió                  | independent en les 4 rodes            |
| Potència                   | 400 hp a 7.000 rpm                    |
| Acceleració 0 a 100 km / h | 4,8 s, Acceleració 0 a 200 km/h: 15 s |
| Velocitat màxima           | 304 km/h                              |
| Pes                        | 1.160 kg                              |
| Relació pes / potència:    | 0,34 hp/kg                            |